# Lueg (Jetzendorf)
Lueg ist ein Ortsteil von Jetzendorf, circa 48 Kilometer nordwestlich von München im oberbayerischen Landkreis Pfaffenhofen an der Ilm.

## Geschichte
Die Einöde Lueg gehörte zur Grundherrschaft Pfarrei Jetzendorf, und zum Gericht Hofmark Jetzendorf.

## Besitzerfolgen

### Lueg 114 „Luegbauer“
um 1657 Christoph Pröttmeister von Ainhofen, um 1700 Georg Rattenberger ⚭ Apollonia Pez aus Obermarbach, um 1736 Bartholomäus Metz aus Esterhofen, um 1853 Michael Lauter ⚭ Magdalena Zotz aus Aufhausen.

### Lueg 114 1/2 „Luegbartl“
um 1786 Bartholomäus Erhard aus Puch, um 1829 Leonhard Lehmair aus Sommersberg (Gerolsbach), um 1859 Michael Lehmair ⚭ Maria Mörmann aus Schachach, um 1886 Johann Lehmair ⚭ Therese Zollbrecht aus Hartwigshausen, 1898 Johann Lehmair aus Eglersried ⚭ Katharina Strixner, 1919 Johann Lehmair ⚭ Therese Winterholler.

### Lueg „Bergveitel“
1824 Johann Bechtel (Mennonit) aus Baden, 1833 Daniel Stauffer (Mennonit) aus Oberflörsheim in Hessen, 1836 Michael Krämer (Mennonit) (kam von Heppenheim nach Wagenried) ⚭ Barbara Seitz aus Boßweiler bei Quirnheim.

## Kultur

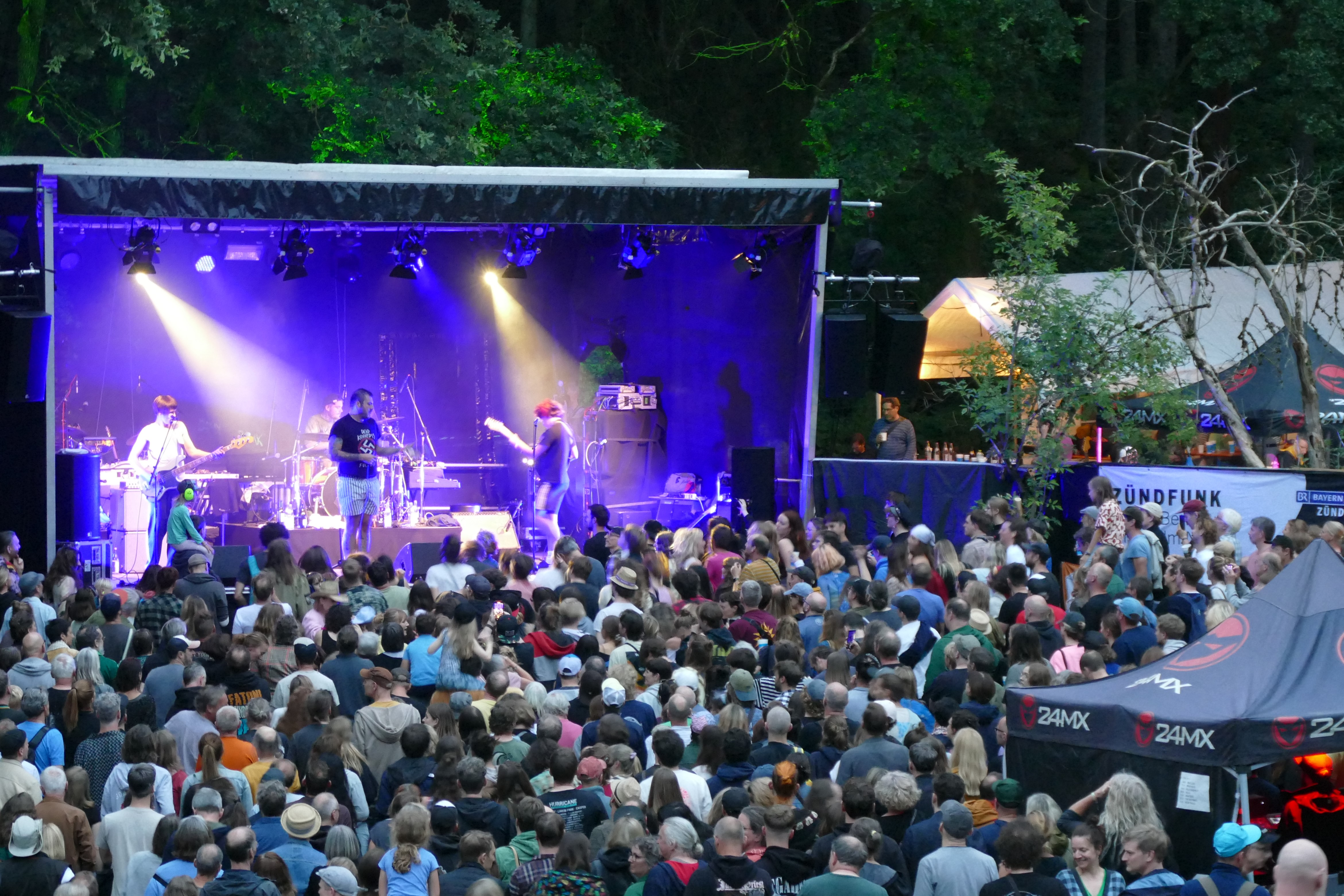
Salò auf der Bühne des Puch Open Air 2024

Seit 1991 findet das 1989 im nahen Puch gegründete Puch Open Air in Lueg statt. Das Independent-Festival ist vor allem für seine familiäre Atmosphäre bekannt. Es hat meist zwischen 1000 und 2000 Besucher, darunter zahlreiche Stammgäste. Die Organisatoren haben sich bewusst dafür entschieden, das Festival bei dieser Größe zu halten. Das Puch Open Air wird durch den Festivalfonds der Kulturstaatsministerin gefördert.